# 곱마방진
곱마방진(multiplicative magic square)은 마방진에서 한 줄의 수의 합이 같은 조건을 곱이 일정한 것으로 변형한 것이다. 간단하지만 숫자가 커지는 방법은 정수의 마방진에 대해 자연수의 거듭제곱을 취하는 방법이다.
| 12 | 1  | 18 |
| 9  | 6  | 4  |
| 2  | 36 | 3  |

## 변형
합곱마방진(Additive-multiplicative magic square)은 합과 곱이 모두 같은 경우이며, 8차에 대해서 알려져 있고, 4차에 대해서는 준마방진(semimagic square)형태가 알려져 있다.